# Avenue de France
L’avenue de France est une avenue située dans le quartier de la Gare, dans le 13e arrondissement de Paris.

## Situation et accès

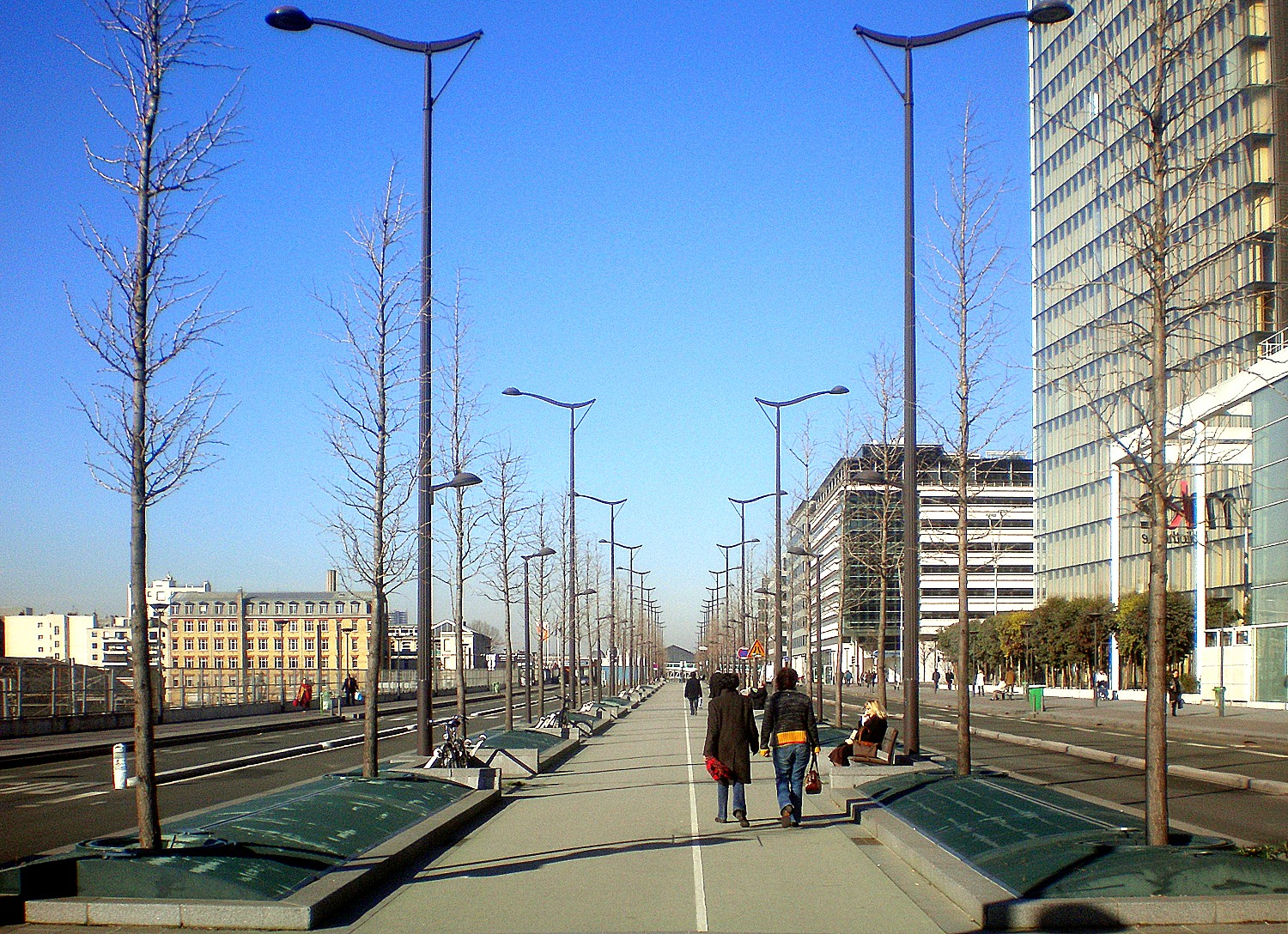
Avenue de France en direction du boulevard Vincent-Auriol. Au centre la promenade Jules-Isaac, puis la promenade Georgette-Elgey. À droite une tour de la bibliothèque François-Mitterrand.

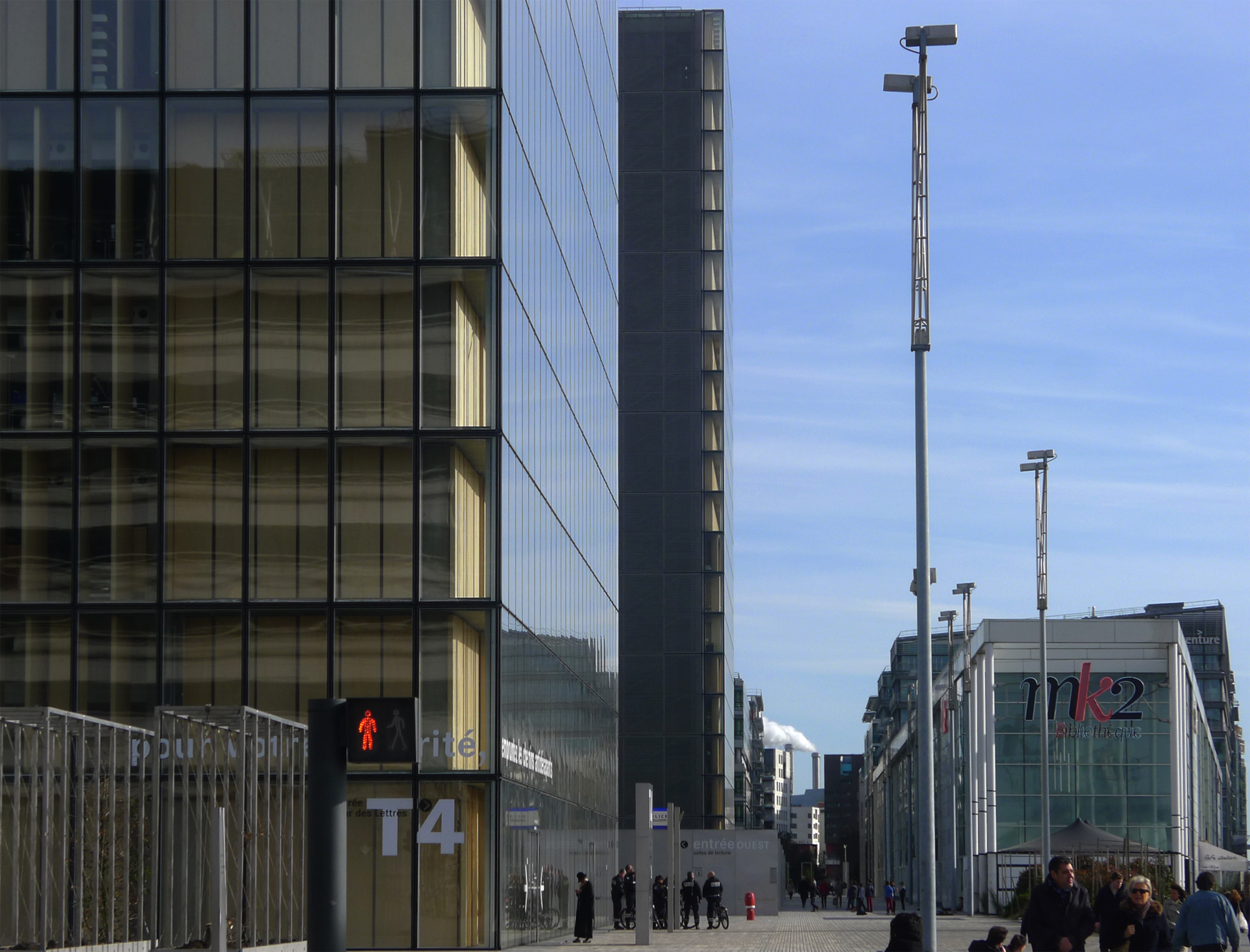
Avenue de France vue en direction des Maréchaux, au niveau de la bibliothèque François-Mitterrand. Au second plan, le multiplexe MK2 Bibliothèque.

Construite sur une dalle au dessus des voies de la gare de Paris-Austerlitz, elle constitue l'artère principale de la ZAC Paris Rive Gauche. Elle relie le boulevard Vincent-Auriol à la Porte de France, où se situent les 
Tours Duo de Jean Nouvel sur la promenade Germaine-Sablon, approximativement selon un axe nord-sud.
L'avenue de France est large de 40 mètres. Parallèle au cours de la Seine, qui est quelques centaines de mètres plus au nord-est, elle part au sud-est du boulevard du Général-d'Armée-Jean-Simon (une section du boulevard Masséna qui a été rebaptisée ainsi en 2005), puis dessert en direction du nord-ouest un ensemble de constructions modernes.
Elle traverse, entre autres voies, la rue des Grands-Moulins (à l’intersection de laquelle est aménagée la place Robert-Antelme où est érigé l’Hommage à Charlie Parker, une œuvre du sculpteur français Alain Kirili), puis l’axe formé par la rue de Tolbiac et la rue Neuve-Tolbiac. Longeant plusieurs autres immeubles contemporains, dont la Bibliothèque nationale de France, elle s’achève à l’intersection avec le boulevard Vincent-Auriol. Elle se prolonge par l’avenue Pierre-Mendès-France, jusqu’au quai d’Austerlitz.
L'avenue de France est ouverte à la circulation sur toute sa longueur depuis fin novembre 2012, reliant le quartier de la Salpêtrière et notamment la gare d’Austerlitz, au boulevard du Général-d'Armée-Jean-Simon. L'ouverture de la dernière partie, en jonction avec le boulevard du Général-d'Armée-Jean-Simon, un espace triangulaire appelé « patte d'oie » (achevé fin 2011 pour la partie nord et fin 2012 pour la partie sud) et baptisé place Farhat-Hached, coïncide avec l'achèvement de la prolongation du tramway T3a et l'ouverture de la station Avenue de France sur le boulevard du Général-d'Armée-Jean-Simon à l'intersection des deux voies.
Elle est en cours d'aménagement en rambla sur toute sa longueur. L'allée centrale sud de l'avenue de France a reçu le nom de promenade Jules-Isaac, en l’honneur de l’historien Jules Isaac (1877-1963), coauteur des célèbres manuels d'histoire Malet et Isaac, et artisan du rapprochement judéo-chrétien et la section nord se nomme promenade Georgette-Elgey depuis 2021, en mémoire de la grande historienne.
L'avenue de France traverse un secteur neuf du quartier de la Gare comportant des immeubles de bureaux, des logements, des établissements d'enseignement ou culturels et quelques cafés. Elle longe en les surplombant les voies ferrées de la gare d'Austerlitz sur la moitié de son parcours.
Elle croise les voies suivantes :
- Rue Georges-Balanchine
- Rue Abel-Gance
- Rue Jacques-Monory
- Rue Alain-Jacquet
- Rue Alphonse-Boudard
- Rue Raymond-Aron
- Rue Germaine-Richier
- Rue Emile-Durkheim
- Rue Neuve-Tolbiac
- Rue Primo-Levi
- Rue René-Goscinny
- Rue Thomas-Mann
- Rue des Grands-Moulins
- Rue Françoise-Dolto
- Rue Hélène-Brion
- Rue Alice-Domont-et-Léonie-Duquet
- Rue Nicole-Reine-Lepaute
- Place Farhad-Hached

Couverture des voies de la gare Paris-Austerlitz.
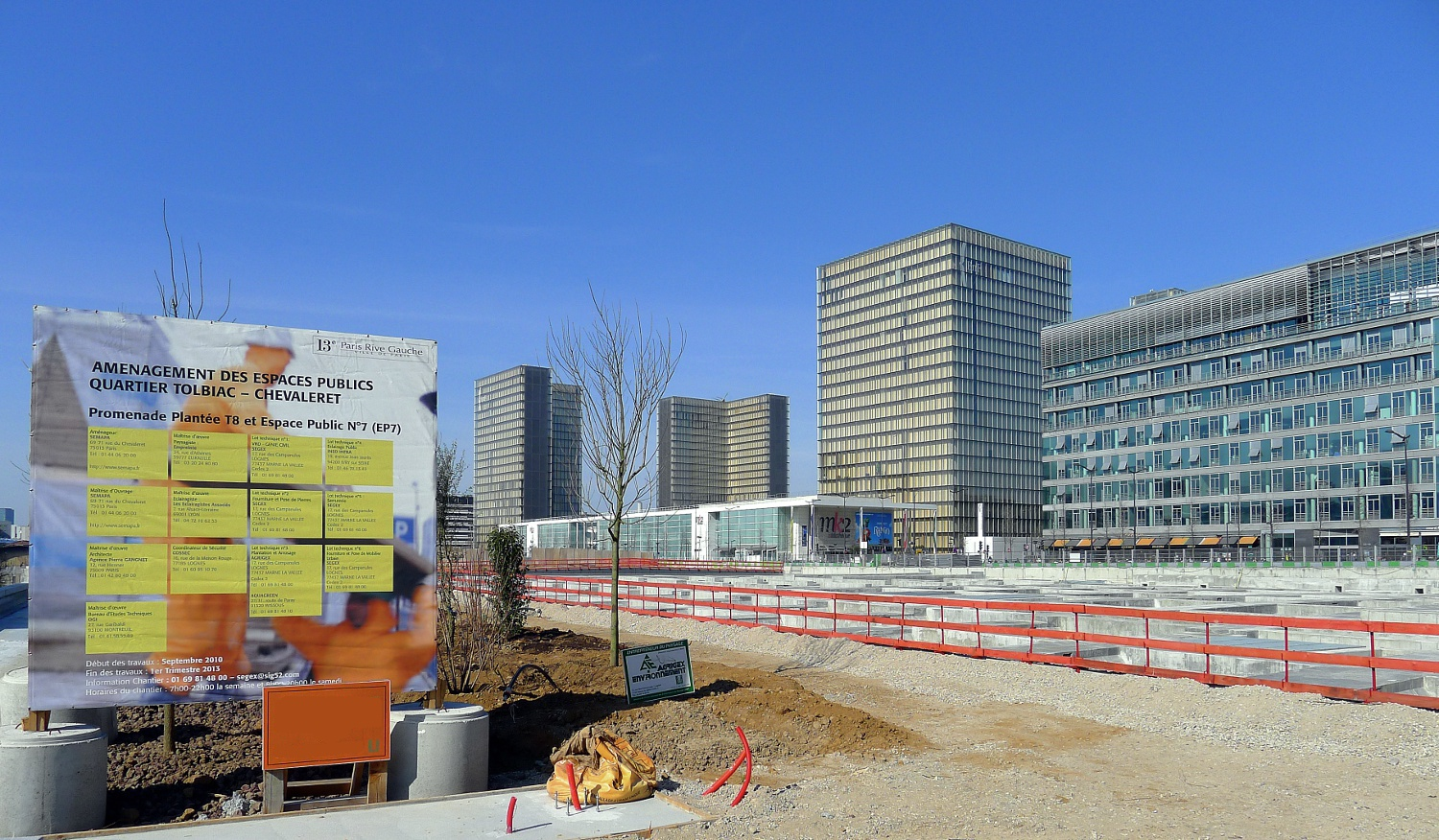
Travaux d'aménagement dans le cadre de l'opération Paris Rive Gauche.
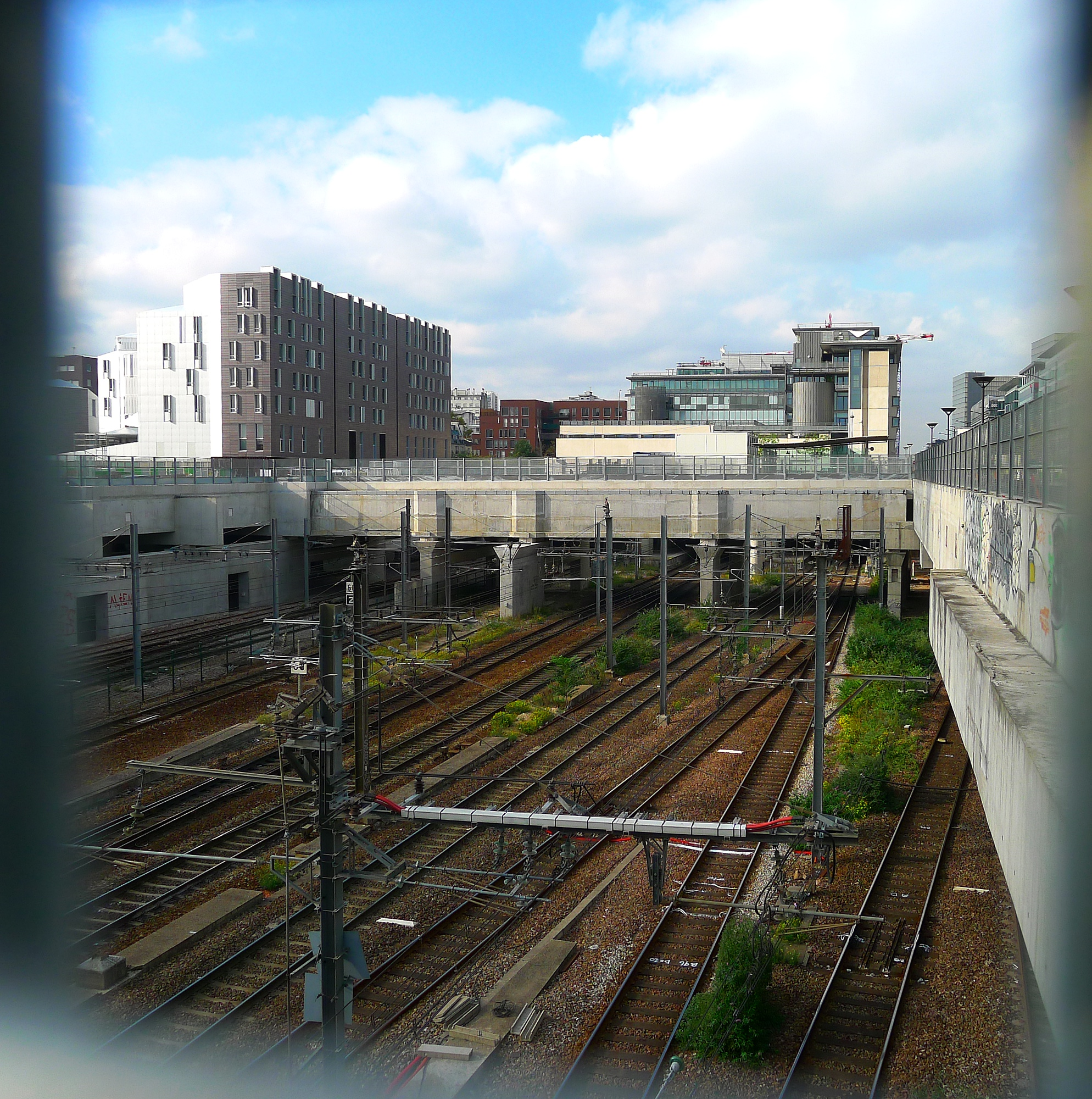
Couverture du chemin de fer.

Accès
L'avenue est desservie par la ligne de métro 14 à la station Bibliothèque François-Mitterrand, ainsi que par la ligne C du RER (gare de la Bibliothèque François-Mitterrand) et par la ligne 3a du tramway (station Avenue de France).

## Origine du nom

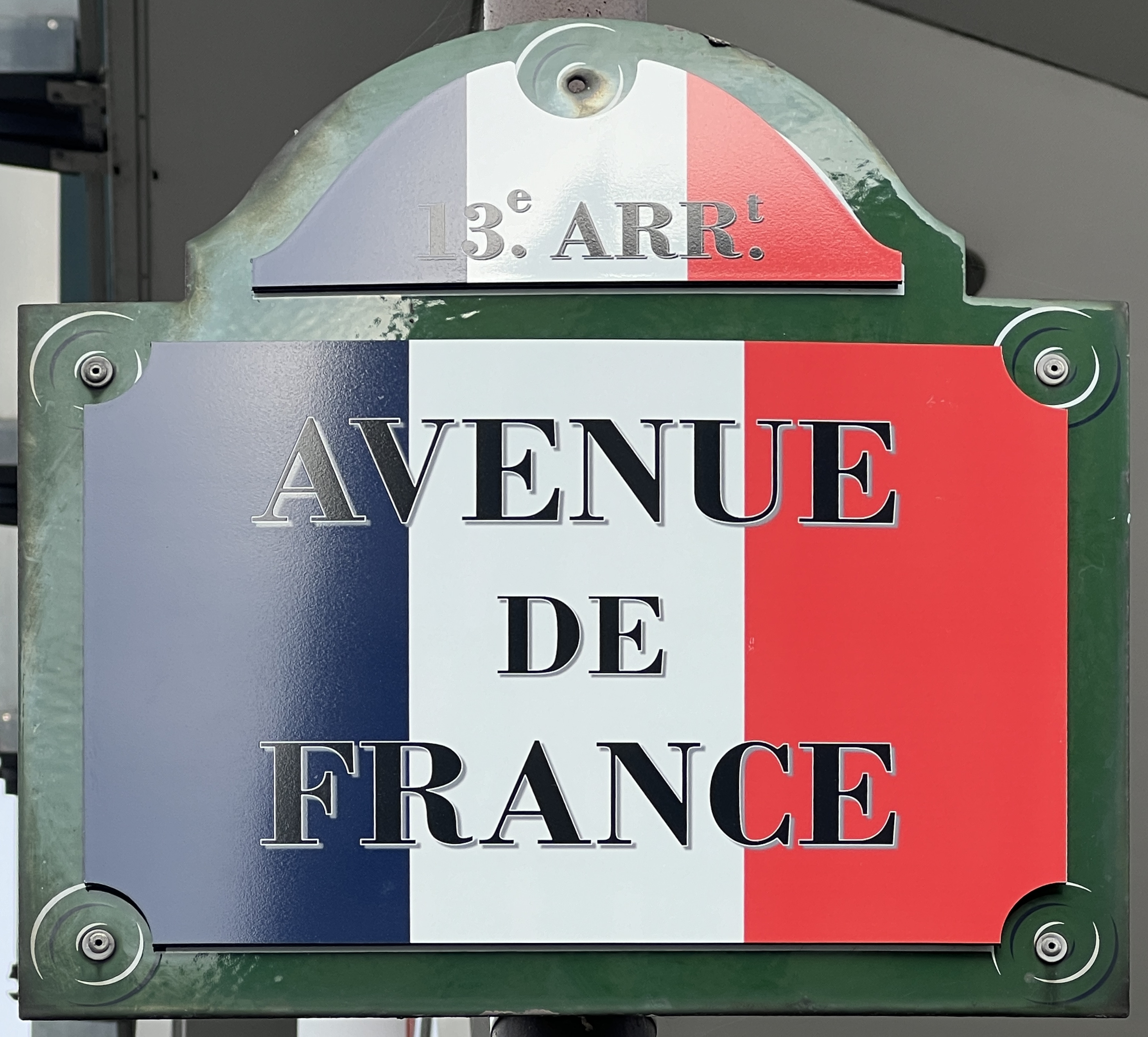
Plaque avec le drapeau de la France.

Le nom de l'avenue rend hommage à la France, qui paradoxalement n'avait jamais donné son nom à une voirie dans la capitale française.

## Historique
Sur des terrains appartenant précédemment à la SNCF, les travaux de cette avenue, qui avait provisoirement été dénommée « voie BJ/13 », commencent en 1995, et un premier tronçon est ouvert en 2001 entre le boulevard Vincent-Auriol et la rue Neuve-Tolbiac. L'architecte Paul Andreu assure la conception d'ensemble. La responsabilité des aménagements revient à Jean-Michel Wilmotte.
Son premier tronçon a été mis en service en 2001.
L’ancienne section nord-ouest (qui elle, est aménagée par Patrick Céleste), dans le quartier de la Salpêtrière, comprise entre le boulevard Vincent-Auriol et le quai d'Austerlitz, est renommée « avenue Pierre-Mendès-France » en 2002.

## Bâtiments remarquables et lieux de mémoire

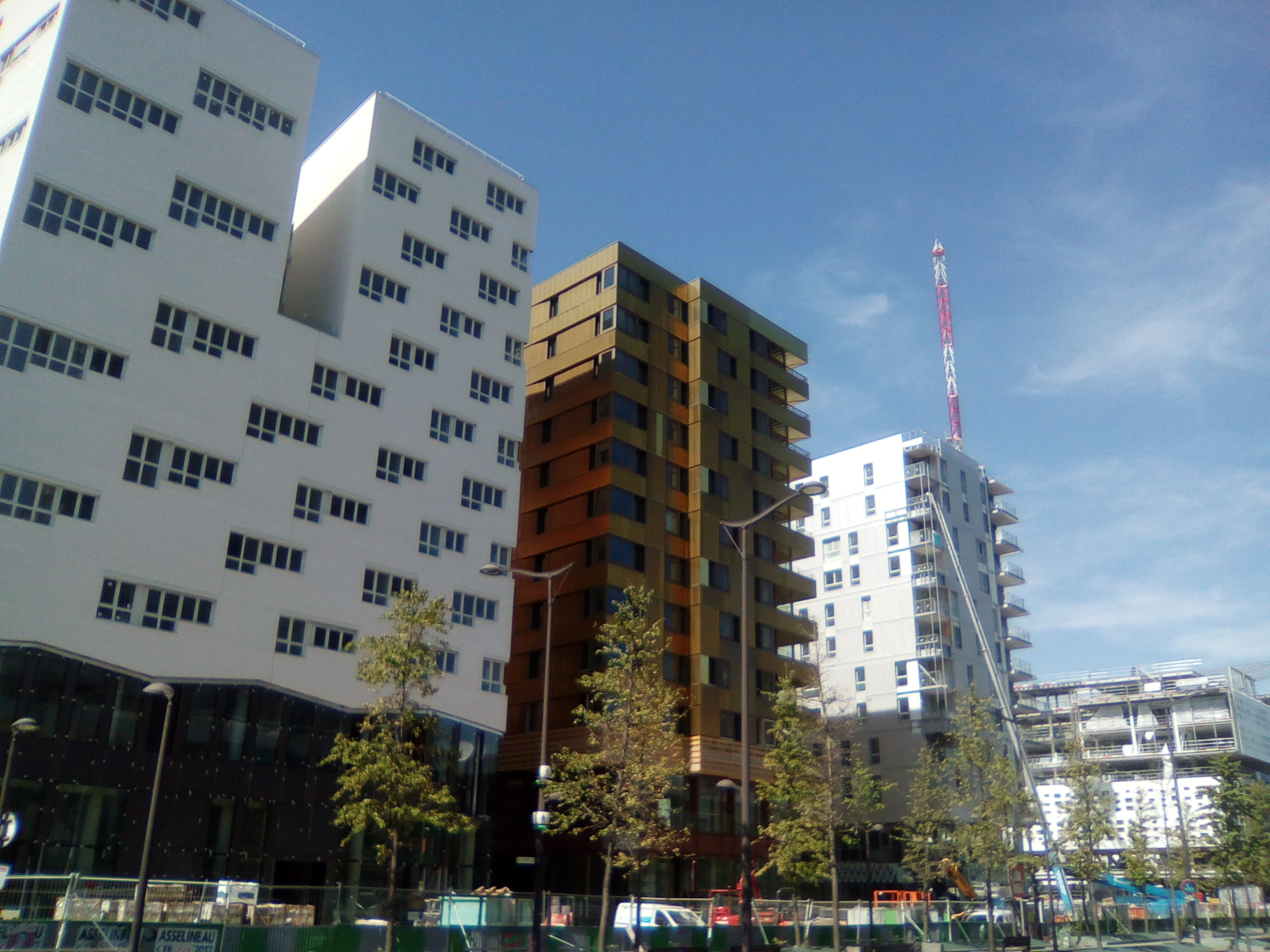
Immeubles en face du MK2 Bibliothèque.

- L'avenue de France débouche sur la place Jean-Michel-Basquiat, nommée en mémoire du pionnier du street art, Jean-Michel Basquiat (1960-1988), qui donne accès au jardin Françoise-Mallet-Joris et à la promenade Claude-Lévi-Strauss.
- Elle permet d'accéder au site François-Mitterrand de la Bibliothèque nationale de France.
- Nos 61-75 : New G, ensemble résidentiel composé de trois bâtiments et comptant 133 logements, dont les premiers habitants ont emménagé fin décembre 2023[5].
- No 92 : ancien siège social de Réseau ferré de France (RFF).
- No 93 : ancien siège du musée national du Sport.
- No 95 : ministère chargé des Sports et l'Agence du service civique.
- Nos 128-162 : multiplexe MK2 Bibliothèque, face à la rue Pau-Casals, parallèle à l'avenue de France.